# ウェルビー (愛知県)
株式会社ウェルビー（英: WELLBE Co., Ltd.）とは、愛知県名古屋市に本社を置く企業。

## 概要
フィンランド型サウナを併設したカプセルホテルを愛知県と福岡県で運営している。
2018年（平成30年）4月には、カプセルホテルを併設しないフィンランドサウナ専門の「SaunaLab（サウナラボ）」をオープンした。

## 店舗

### ウェルビー
- ウェルビー栄店（愛知県名古屋市中区栄3-13-12）
- ウェルビー今池店（愛知県名古屋市千種区今池5-25-5）
- ウェルビー名駅店（愛知県名古屋市中村区名駅南1-25-2、名鉄レジャック4F）
- ウェルビー福岡店（福岡県福岡市博多区祇園町8-12、ロータリー大和2F）

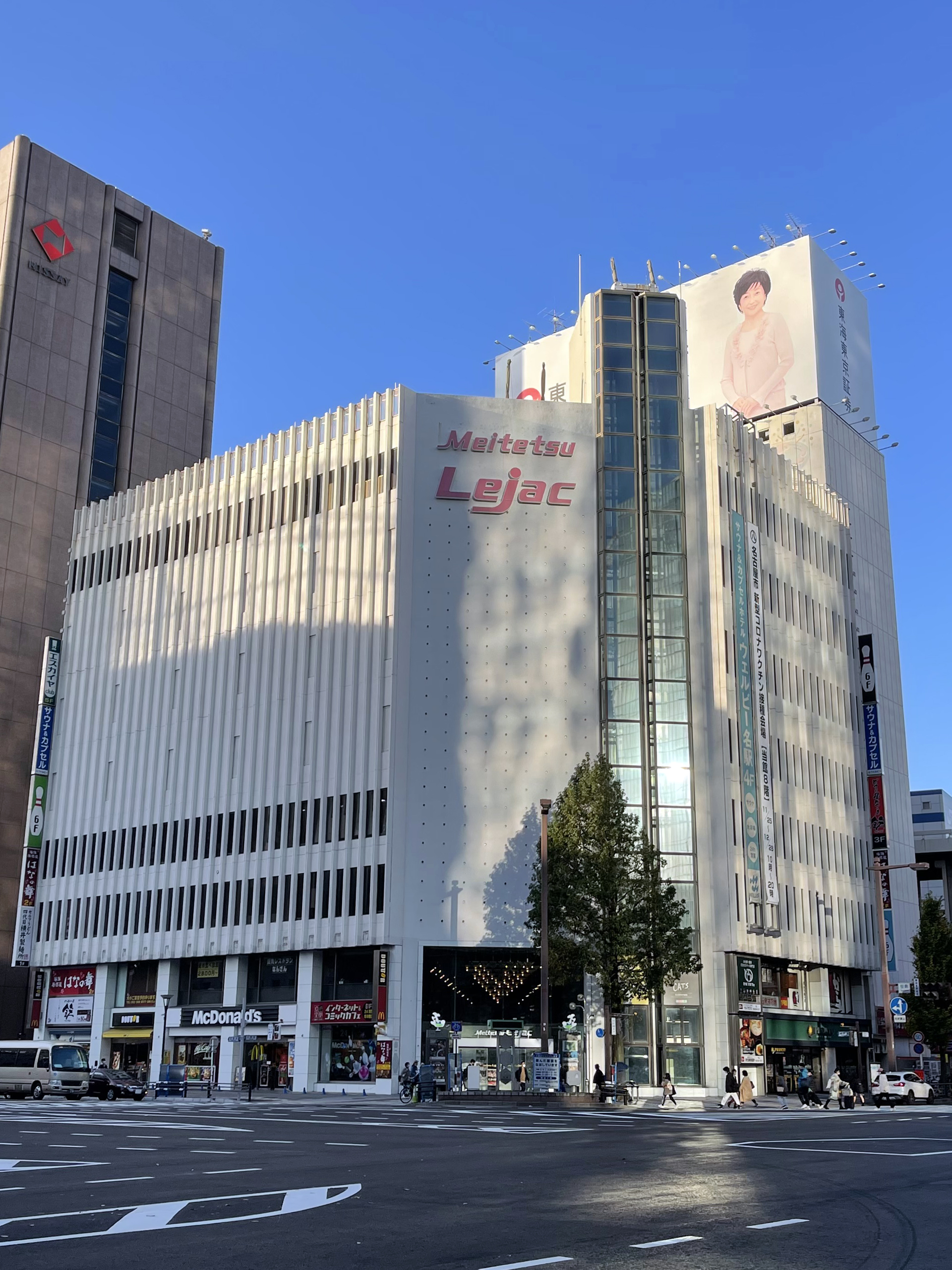
名駅店が入居する名鉄レジャック

### SaunaLab
- SaunaLab Nagoya（愛知県名古屋市中区栄3丁目9-22、グランドビル8F）
- SaunaLab Fukuoka（福岡県福岡市博多区祇園町8-12、ロータリー大和1F）
- SaunaLab Kanda（東京都千代田区神田錦町3-9）